# Konjino
Konjino (em cirílico: Коњино) é uma vila da Sérvia localizada no município de Lebane, pertencente ao distrito de Jablanica, na região de Jablanica. A sua população era de 789 habitantes segundo o censo de 2002.

## Demografia
| 1948 | 1953 | 1961 | 1971 | 1981 | 1991  | 2002 | 2011 |
| ---- | ---- | ---- | ---- | ---- | ----- | ---- | ---- |
| 588  | 642  | 718  | 779  | 836  | 1 005 | 913  | 789  |